# Освалдо Лопес Ареляно
Освалдо Лопес Ареляно (на испански: Oswaldo López Arellano) е хондураски политик, 2 пъти президент на Хондурас – през периодите 1963 – 1971 и 1972 – 1975 г.

## Биография
Роден е в Данли, Хондурас, във влиятелно семейство. Посещава американско училище в Тегусигалпа, където се научава да говори перфектно английски. Постъпва 18-годишен в армията и завършва като пилот Военновъздушното училище на Хондурас. По-късно учи в Аризона, САЩ, за авиационен механик. Дълго време служи в армията и достига до чин полковник.
Става за първи път президент на 3 октомври 1963 г. чрез военен преврат, 10 дни преди да се проведат президентските избори. През 1971 г. разрешава да се проведат избори, но след като вижда, че губи, отново завзема властта.
През 1975 г. американската Комисия за търговия с ценни книжа осветява схема на даване на подкуп от „Чикита Брендс Интернешънъл“ в размер на 1,25 милиона долара с опция за още толкова на президента Лопес срещу обещание за намаляване на експортните мита при износа на банани. Търговията с акции на компанията са спрени, а Лопес Ареляно е свален от властта от своя приятел Хуан Алберто Мелгар на 22 април 1975 г.
След това Лопес е активен бизнесмен, собственик на няколко бизнеса из цяла Латинска Америка. Той е собственик и на фалиралия по-късно национален авиопревозвач на Хондурас TAN-SAHSA.
Освалдо Лопес Ареляно умира в Тегусигалпа на 16 май 2010 г.